# Ringwall Stiglerfelsen
Der Ringwall Stiglerfelsen liegt 1050 m nordnordöstlich von Hörmannsdorf, heute ein Ortsteil der oberpfälzischen Stadt Parsberg im Landkreis Neumarkt in der Oberpfalz von Bayern. Der Ringwall liegt auf dem sog. Mayersberg. Die Anlage wird als Bodendenkmal unter der Aktennummer D-3-6736-0004 im Bayernatlas als „vorgeschichtliche Wallanlage, Höhensiedlung der Späthallstatt-/Frühlatenezeit“ geführt.

## Beschreibung

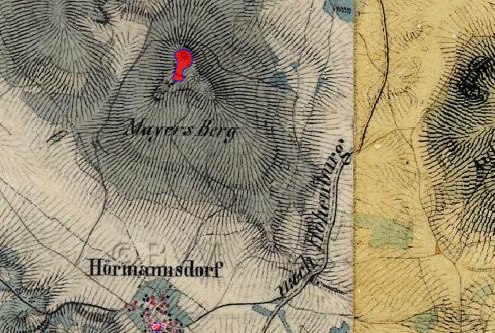
Lageplan des Ringwalls Stiglerfelsen auf dem Urkataster von Bayern

Auf der buckeligen Bergkuppe des Mayersbergs befinden sich Reste eines annähernd rhombischen Steinwalls, dessen Länge etwa 110 m beträgt. Auf der Westseite ist der Wall deutlich ausgeprägt, im Osten ist er kaum mehr vorhanden; eine Siedlungsfläche fehlt.

## Geschichte
1936 wurden vorgeschichtliche Scherben und ein Mahlstein gefunden. Diese Artefakte befinden sich heute im Archäologischen Museum Amberg. Weitere Lesefunde bestehen in metallzeitlicher Keramik, die im Historischen Museum Regensburg aufbewahrt werden.